# Duncan Tucker
Duncan Tucker (...) è un regista e sceneggiatore statunitense.

## Biografia
Nato in Arizona, si è laureato all'Università di New York. Dopo il primo cortometraggio, The Mountain King, in cartellone in oltre 30 festival internazionali, ha scritto e diretto il suo primo lungometraggio, Transamerica.
Ha pubblicato i racconti Many Fish per l'editore Ascent e le sue foto e dipinti vengono regolarmente esposte in gallerie d'arte newyorchesi.

## Filmografia

### Regista
- The Mountain King - cortometraggio (2000)
- Transamerica (2005)

### Sceneggiatore
- The Mountain King - cortometraggio (2000)
- Transamerica, regia di Duncan Tucker (2005)

## Libri
- (EN) Many Fish, Ascent.